# Półkula mózgu
     płat czołowy
     płat ciemieniowy
     płat skroniowy
     płat potyliczny

Półkula mózgu widziana od strony powierzchni górno-bocznej. Widoczne płaty:
płat czołowy
płat ciemieniowy
płat skroniowy
płat potyliczny

Półkula mózgu (łac. hemispherium cerebri) – parzysta część kresomózgowia. Półkule oddziela szczelina podłużna mózgu, zaś połączenie nerwowe zapewnia ciało modzelowate. Każda z półkul zawiera zewnętrzną warstwę istoty szarej, zwanej korą mózgu oraz wewnętrzną warstwę istoty białej.
W strukturze makroskopowej półkul wyróżnia się powierzchnie: górno-boczną, przyśrodkową i dolną (podstawną) oraz brzegi: górny, dolno-przyśrodkowy i dolno-boczny. Powierzchnie półkul są pokryte bruzdami (sulci), które ograniczają zakręty (gyri). Bruzda środkowa i boczna występujące na powierzchni górno-bocznej półkul dzielą je na następujące parzyste płaty:
- płat czołowy – z ośrodkiem ruchowym i ruchowym mowy (ośrodek Broki)
- płat skroniowy – z ośrodkiem słuchu i czuciowym mowy (ośrodek Wernickego)
- płat ciemieniowy – z ośrodkiem czucia oraz korą integrującą doznania czuciowe, wzrokowe i słuchowe
- płat potyliczny – z ośrodkiem wzroku

Na powierzchni przyśrodkowej półkul występuje także płat brzeżny (związany z uczeniem się i pamięcią). Dodatkowo jako szósty płat, wymienić należy znajdującą się w głębi bruzdy bocznej wyspę.
W płacie czołowym występują ośrodki kojarzące, które są miejscem powstawania myśli i pojęć.
W korze mózgowej znajdują się liczne skupiska neuronów – tzw. ośrodki korowe.